# SG-28
SG-28 – polski szybowiec wyczynowy zbudowany w dwudziestoleciu międzywojennym.

## Historia
Szczepan Grzeszczyk opracował rozwinięcie swej pierwszej konstrukcji - SG-21 Lwów. Nowy szybowiec od pierwowzoru różnił się zmianami w konstrukcji osłony kabiny, przekonstruowaną tylną częścią kadłuba oraz zwiększoną o 1,2 metra rozpiętością skrzydeł. Został nazwany SG-28, od imienia i nazwiska konstruktora oraz spodziewanej doskonałości.

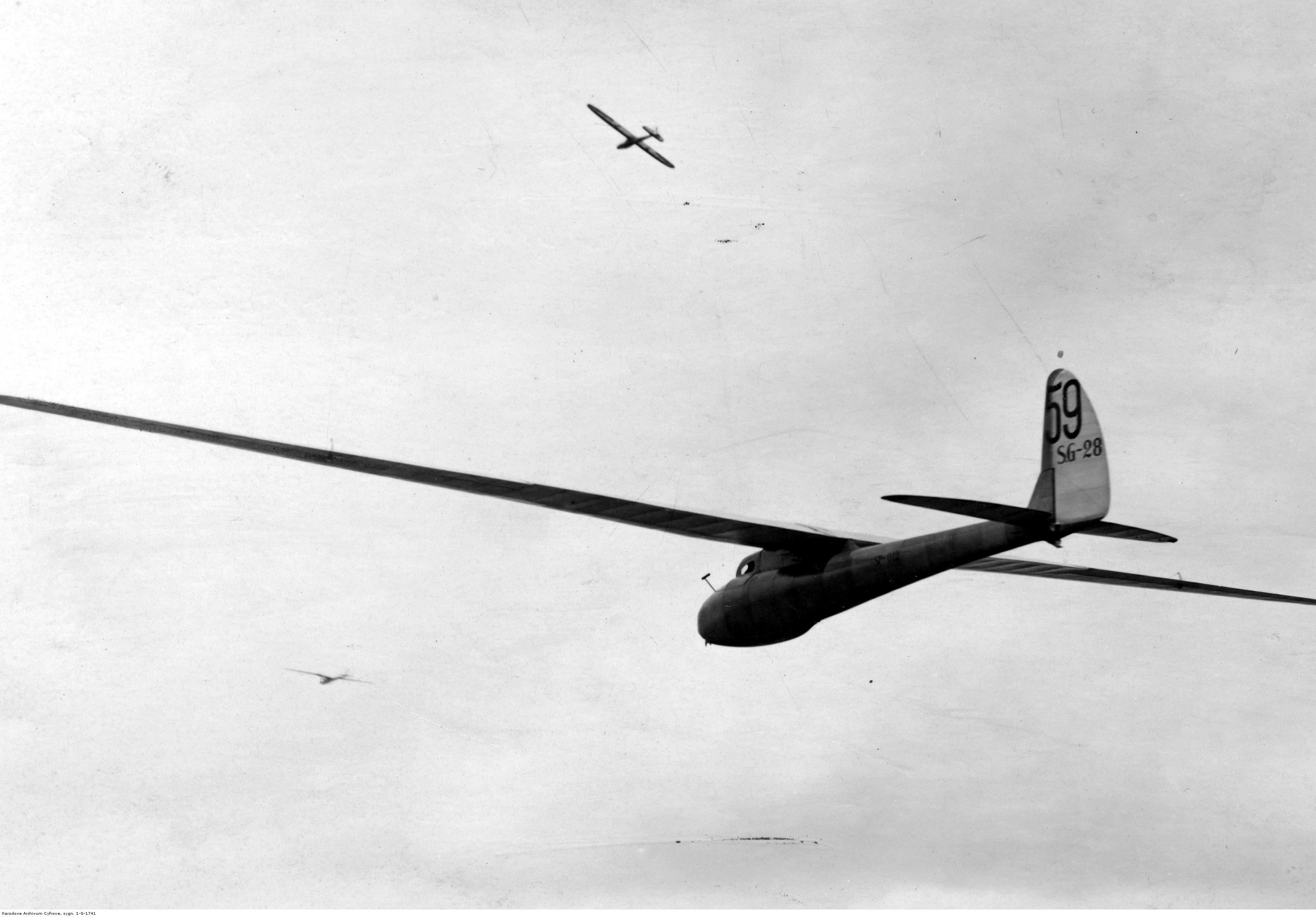
Szybowiec SG-28 podczas zawodów w Rhön

W kwietniu 1932 roku w zakładach PZL w Warszawie rozpoczęto budowę prototypu, która była finansowana ze środków Ligi Obrony Powietrznej i Przeciwgazowej. Model szybowca został poddany badaniom w tunelu aerodynamicznym Instytutu Aerodynamicznego w Warszawie. Prototyp szybowca otrzymał znaki rejestracyjne SP-012 i został oblatany przez konstruktora 9 lipca 1932 roku na lotnisku mokotowskim, a już dzień później został wysłany na Międzynarodowe Zawody Szybowcowe w Rhön rozgrywane na górze Wasserkuppe.
W dniach 17-31 lipca 1932 roku Szczepan Grzeszczyk startował na tym szybowcu w grupie rekordowej, jednak nie odniósł sukcesów. 
SG-28 został przekazany do szkoły szybowcowej w Bezmiechowej. 21 października 1932 roku Zygmunt Laskowski wykonywał na nim lot w celu pobicia rekordu Polski w długotrwałości lotu. Nagła zmiana pogody doprowadziła do rozbicia szybowca i śmierci pilota.
W 1933 roku został zbudowany w zakładach PZL drugi egzemplarz szybowca. W stosunku do prototypu wprowadzono w nim zmiany konstrukcyjne obejmujące modyfikację centralnej części płata, zmniejszenie rozpiętości lotek, powiększenie statecznika pionowego oraz osłonięcie kabiny pilota stałym wiatrochronem i odejmowaną osłoną. Tak zmodyfikowany szybowiec otrzymał oznaczenie SG-28bis i został przekazany do użytkowania w szkole szybowcowej w Bezmiechowej.
Ustanowiono na nim kilka rekordów Polski. W październiku 1934 roku Stanisław Piątkowski rozbił go podczas kolejnego lotu i nie został już odbudowany.

## Ustanowione rekordy
Na szybowcu SG-28bis ustanowiono cztery szybowcowe rekordy Polski:
- 17 czerwca 1933 roku Włodzimierz Polny ustanowił rekord wysokości wynikiem 910 m,
- 21 lipca 1933 roku Bolesław Baranowski ustanowił rekord długotrwałości lotu wynikiem 10 godz. 40 min oraz nowy rekord wysokości - 1270 m,
- 22 lipca 1933 roku Bolesław Baranowski ustanowił rekord odległości wynikiem 106,5 km.

## Konstrukcja
Jednomiejscowy szybowiec wyczynowy w układzie wolnonośnego górnopłatu o konstrukcji drewnianej.
Kadłub o przekroju owalnym i konstrukcji półskorupowej, kryty całkowicie sklejką. Kabina pilota osłonięta osłoną ze sklejki. Fotel pilota dostosowany do spadochronu plecowego. Statecznik pionowy stanowił integralną całość z kadłubem. Na kadłubie był zamontowany hak do startu z lin gumowych i zaczep lotu na holu.
Płat dwudzielny, o obrysie prostokątno-trapezowym. W części centralnej miał profil IAW-192 przechodzący w części trapezowej w IAW-248 a w strefie lotkowej w IAW-289. Jednodźwigarowy, do dźwigara kryty sklejką, dalej płótnem; wyposażony w lotki wychylane różnicowo, o napędzie linkowym.
Usterzenie klasyczne, krzyżowe. Statecznik poziomy płytowy, napęd sterów linkowy.
Podwozie jednotorowe złożone z drewnianej, amortyzowanej krążkami gumowymi płozy podkadłubowej oraz amortyzowanej stalowej płozy ogonowej.